# أوراق البنتاغون

خريطة من وكالة المخابرات المركزية للنشاطات المعارضة في شبه جزيرة الهند الصينية التي نُشرت ضمن «أوراق البنتاغون».

أوراق البنتاغون هي تقرير حكومي أميركي سري من سبعة الاف وثيقة سربت في عام 1971 بواسطة موظف مدني في وزارة الدفاع يدعى دانيال إلسبيرغ ونشرت في صحف أمريكية. وتحتوي وثائق الحرب أو ما عرف وقتها بأوراق البنتاغون، تقريرا عن التورط السياسي والعسكري التاريخي لوزارة الدفاع في فيتنام خلال الفترة الممتدة من 1945 حتى 1967، وتوثق تفاصيل السياسة الأميركية مع فيتنام بعد الحرب العالمية الثانية. لم يكن يعرف الشعب الأمريكي حقيقة ما يجري في فيتنام ولكن هذه الوثائق صدمت الشعب الأمريكي وكشفت له حقيقة ما يجري في ذلك الوقت. وشكلت لهم خيبة أمل وكما أصيبت معهم الإدارة الأميركية بالصدمة لأن أسرارها باتت في أيدي الصحافة الأميركية.
كانت الأوراق جزءاً من مراجعة رسمية واسعة النطاق جرى إعدادها سنة 1967 واحتوت على معلومات سرية تتعلق بالنشاطات العسكرية الجارية في جنوب شرقي آسيا. عرضت هذه الوثائق أفكار مُخططي السياسة وكذلك أخطاء التقدير التي قادت إلى الالتزام العسكري الأميركي المتزايد خلال إدارة الرئيس ليندون جونسون. وعلى الرغم من أن رئيساً جديداً كان يجلس حينئذ في البيت الأبيض وهو الرئيس ريتشارد نيكسون، إلا أنه عارض نشر هذه الأوراق على أساس أنها قد تضر بمصالح الأمن القومي. بدأت نيويورك تايمز بنشر أوراق البنتاغون في 13 يوليو 1971، وعندما حصلت الحكومة على أمر قضائي يمنع النشر، بدأت صحيفة الواشنطن بوست نشر نسختها من الأوراق، وبعد أن تقدمت الحكومة إلى المحكمة لوقف الواشنطن بوست، التقطت جريدة بوسطن غلوب العصا. وعندما اختلفت المحاكم البدائية حول ما إذا كان يمكن فعلاً تطبيق التقييد المُسّبق للنشر، وافقت المحكمة العليا على الاستماع للقضية على أساس عاجل واتخذوا قرارهم يوم الثلاثاء التالي بعد انقضاء 17 يوماً فقط على بداية نشر النيويورك التايمز للوثائق، وكان مما جاء في القرار أن لا شأن للحكومة في محاولة وضع رقابة على الصحف أو منع الكشف عن ما قد يتبين على أنه معلومات مُربكة.
أعلنت إدارة المحفوظات والسجلات الوطنية يوم 4 مايو 2011 عن اعتزامها رفع السرية عن الأوراق الكاملة وتم وضعها في مكتبة ومتحف الرئيس ريتشارد نيكسون في يوربا ليندا بولاية كاليفورنيا يوم 13 يناير عام 2011. تم إنتاج فيلم سمي أوراق البنتاغون في عام 2003. كما صور فيلم وثائقي في عام 2009 حمل عنوان «أخطر رجل في أمريكا».

## الإصدار الكامل للأوراق عام 2011
أعلنت إدارة الأراشيف والسجلات الوطنية يوم 4 مايو عام 2011 عن إزالة السرية عن جميع الأوراق وإصدارها لمكتبة ومتحف ريتشارد نيكسون الرئاسي الواقعة في يوربا ليندا بولاية كاليفورنيا يوم 13 يونيو عام 2011. تضمن تاريخ النشر مكتبات نيكسون وكينيدي وجونسون ومكتب الأرشفة في كوليج بارك بولاية ماريلاند.
نسّق مركز إزالة السرية الوطني التابع لإدارة الأرشيف والوثائق الوطنية للنشر الكامل وذلك في سياق مشروع يصادف ذكرى صدور التقرير. عمل مركز إزالة السرية مع الوكالات المتمتعة بصلاحية التحكم بسرية المواد ولمنع تّنقيح آخر أحد عشر كلمات من أوراق البنتاغون والتي لم يكن لها أن تكون متاحة. ليس من المعروف ما هي الأحد عشر كلمة هذه التي وقع عليها الإشكال.
نشر الأرشيف الوطني كل مجلد على حدى على هيئة ملف بصيغة نسق المستندات المنقولة (PDF)، وهي متاحة على موقعهم الرسمي.

## وصلات خارجية
- أوراق البنتاغون. الأراشيف الوطنية الأمريكية. مؤرشف من الأصل في 2019-11-12. التقرير الكامل غير المنقح. (بالإنجليزية)